# VxD
VxD - модель драйверів пристроїв, що використовується в Microsoft Windows/386, 386 розширеному режимі Windows 3.x, Windows 9x і певною мірою, в Novell DOS 7 , OpenDOS 7.01 і DR-DOS 7.02. VxD має доступ до пам'яті з ядра, всіх запущених процесів, а також прямий доступ до апаратних засобів.
Назва VxD - це абревіатура virtual xxx driver віртуальний драйвер xxx), де xxx - певний клас апаратного пристрою. Це випливає з того факту, що багато драйверів у Windows 3.x мали імена файлів виду vxxxd.386. Наприклад: vjoyd.386 (джойстик), vmm.386 (диспетчер пам'яті). VxD зазвичай мали розширення файлу .386 під Windows 3.x та .vxd під Windows 9x. VxD-драйвери, написані для Windows 3.x, можна використовувати під Windows 9x, але не навпаки.

## Історія
До появи Windows, DOS додатки або безпосередньо зверталися до різних частин апаратних засобів (відповідали на запити, переривання, читання та запис на згадку про пристрій тощо) чи через DOS- драйвер пристрою. Оскільки DOS не була багатозадачною системою, кожен додаток мав ексклюзивний та повний контроль над апаратними засобами під час роботи. І хоча Windows -додатки не часто поводилися безпосередньо з апаратними засобами, це був єдиний спосіб для драйверів Windows, він досі перебуває в реальних та стандартних режимах Windows 3.x.
Починаючи з Windows/386 і далі дозволявся одночасний запуск кількох DOS-додатків, кожна з яких запускалася у власній віртуальній машині . Для спільного використання фізичних ресурсів віртуальними машинами Microsoft було введено драйвери віртуальних пристроїв (virtual device drivers). Ці драйвери вирішували питання, пов'язані з конфліктами, що виникають під час використання фізичних ресурсів шляхом перехоплення звернень до апаратного забезпечення. Наприклад, замість апаратного порту , що є фактичним пристроєм, драйвер являв собою «віртуальний» пристрій, яким могла керувати операційна система.